# Abu'l-Hasan al-Uqlidisi
Abu'l Hasan Ahmad ibn Ibrahim al-Uqlidisi (en arabe : أبو الحسن أحمد بن ابراهيم الإقليدسي) est un mathématicien arabe du Xe siècle, probablement originaire de Damas ou Bagdad.

## Travaux
Il est connu pour son livre sur le système de numération hindou, Kitab al-Fusul fi al-Hisab al-Hindi (en arabe : كتاب الفسل في الحساب الهند, « Livre des arithmétiques de l’İnde »), écrit autour de 952 : c'est le premier livre connu utilisant la numération positionnelle aujourd'hui connue en Occident sous le nom de « numération arabe ».
Alors que le mathématicien perse al-Kashi prétend avoir découvert par lui-même les fractions décimales au XVe siècle, John Lennart Berggren remarque son erreur, puisque celles-ci ont été utilisées cinq siècles auparavant par al-Uqlidisi dès le Xe siècle.
Selon A. S. Saidan, qui a étudié en détail le traité mathématique d'al-Uqlidisi :

« L'idée la plus remarquable dans ce travail est celle de fraction décimale. Al-Uqlidisi utilise les fractions décimales en tant que telles, comprend l'importance d'un séparateur décimal et en suggère un approprié. Ce n'est pas al-Kashi (mort en 1436/7), qui traitait des fractions décimales dans son Miftah al-Hisab, mais al-Uqlidisi, qui vécut cinq siècles plus tôt, qui est le premier mathématicien musulman connu à ce jour pour avoir écrit au sujet des fractions décimales. »